# Klein Döbbern
Klein Döbbern is een plaats in de Duitse gemeente Neuhausen/Spree, deelstaat Brandenburg, en telt 347 inwoners (2005).